# Міль перистовуса букова
Міль перистовуса букова (Euplocamus anthracinalis) — вид метеликів родини справжніх молей (Tineidae).

## Поширення
Вид поширений в Європі. Присутній у фауні України. Мешкає у вологих лісах.

## Опис
Це великі молі (розмах крил 25–33 мм). Передні крила чорні з 8 великими та кількома меншими білими крапками. Задні крила темні і мають акуратну білу облямівку. Голова яскравого рудого забарвлення.

## Спосіб життя
Личинки живуть у гнилій деревині. Живляться грибками.